# Les aventures de Tintín (sèrie de televisió)
Les aventures de Tintín és una sèrie de televisió franco-canadenca basada en la col·lecció Les aventures de Tintín, d'Hergé. Va emetre's per primera vegada el 1991 a France 3, i es van publicar 39 episodis d'uns vint minuts cadascun durant tres temporades. La sèrie va arribar en català a través de Televisió de Catalunya.

## Història
La sèrie de televisió fou dirigida per Stephen Bernasconi, amb Peter Hudecki com a ajudant de direcció, i produïda per Ellipse (a França) i Nelvana (al Canadà) en nom de la Fundació Hergé. Es tracta de la primera adaptació dels àlbums d'Hergé després de més de vint anys (abans, la companyia belga Belvision havia creat la sèrie Les Aventures de Tintin, d'après Hergé). La producció va comptar amb guionistes com Toby Mullally, Eric Rondeaux, Martin Brossolet, Amelie Aubert, Dennise Fordham i Alex Boon.

## Producció
Principalment es van utilitzar tècniques d'animació tradicionals. Els llibres es van tenir en compte durant totes les etapes de la producció, i algunes vinyetes dels àlbums originals es van portar directament a la pantalla. Als episodis Objectiu: la Lluna i Hem caminat damunt la Lluna es va utilitzar animació 3D per crear el coet, un fet poc habitual el 1989. Cada fotograma de l'animació es va imprimir en cel·luloide i es va pintar amb guaix. La sèrie es va gravar en anglès, tot i que els aspectes visuals (com cartells o pòsters) van romandre en francès.

## Canvis respecte als llibres
Algunes parts de les històries van plantejar dificultats per als productors, que havien d'adaptar els llibres per a una audiència majoritàriament jove. No obstant això, la sèrie és més fidel als àlbums que la seva predecessora, Les aventures de Tintín, d'après Hergé, creada entre el 1959 i el 1963.
Es van fer petits canvis per motius de simplificació o d'audiència. L'elevada quantitat de violència, mort i l'ús d'armes de foc es va reduir o eliminar completament, així com l'alcoholisme del capità Haddock, present només a El cranc de les pinces d'or. A més, en dues ocasions durant la sèrie, en Tintín ja coneix alguns dels personatges, com Dupont i Dupond a Els cigars del faraó, quan era la primera vegada que es veien als llibres. Això s'explica perquè la cronologia de la sèrie de televisió és diferent. A més, als àlbums en Milú parla tot sovint, ja que s'entén que la seva veu només se sent a través de la quarta paret. Tanmateix, els seus comentaris no s'inclouen a la sèrie de televisió.
Tintín a Amèrica és la història més alterada respecte als llibres: el capítol de televisió se centra bàsicament en els gàngsters i sobretot en Al Capone, mentre que als llibres aquest personatge no té un paper gens destacat.

### Històries no adaptades
Els dos primers àlbums, Tintín al país dels soviets i Tintín al Congo, així com l'últim Tintín i l'Art-Alfa, inacabat, no es van adaptar per a la sèrie de televisió.

## Emissions i distribució

### Emissions a la televisió
La sèrie es va emetre per primera vegada a la televisió francesa France 3 entre el maig i el novembre del 1992. Pel que fa a Catalunya, Televisió de Catalunya va realitzar el doblatge en català per emetre els episodis posteriorment als seus canals. La sèrie s'ha emès a més de cinquanta països, entre els quals destaquen:
- França: a FR3, M6
- Canadà: a Family Channel, Radio-Canada
- Catalunya: a TV3, K3, Canal Super 3
- Alemanya: a ZDF, arte, KiKA
- Austràlia: a ABC Kids, ABC2
- Bèlgica: a La Une, La Deux, Ketnet
- Estats Units: a Cartoon Network, HBO, Nickelodeon, ABC Family
- Brasil: a TV Cultura i Cartoon Network
- Regne Unit: a Channel 4
- Suïssa: a RTS Un, RTS Deux

### Distribució en DVD
La sèrie s'ha distribuït en VHS, DVD i Blu-ray. A Espanya, Selecta Visión va distribuir tota la sèrie en DVD (i més tard en Blu-ray) amb pistes d'àudio en castellà, català i francès.

## Doblatge

### Català
- Albert Trifol Segarra - Tintín
- Josep Maria Ullod - Capità Haddock
- Fèlix Benito - Professor Tornassol
- Jordi Varela - Dupond i Dupont[4]

### Anglès
- Colin O'Meara – Tintín
- David Fox – Capità Haddock
- Wayne Robson – Professor Tornassol
- Dan Hennessey – Dupont
- John Stocker – Dupond

### Francès
- Thierry Wermuth – Tintín
- Christian Pelissier – Capità Haddock
- Henri Labussiere – Professor Tornassol
- Yves Barsacq – Dupont
- Jean-Pierre Moulin – Dupond

## Episodis
La sèrie compta amb 18 episodis de dues parts cadascun i 3 episodis d'una sola part. L'ordre d'aquests és diferent del que segueixen els còmics.

### Primera temporada
- El cranc de les pinces d'or (1a part)
- El cranc de les pinces d'or (2a part)
- El secret de l'Unicorn (1a part)
- El secret de l'Unicorn (2a part)
- El tresor de Rackham el Roig
- Els cigars del faraó (1a part)
- Els cigars del faraó (2a part)
- El lotus blau (1a part)
- El lotus blau (2a part)
- L'illa negra (1a part)
- L'illa negra (2a part)
- L'afer Tornassol (1a part)
- L'afer Tornassol (2a part)

### Segona temporada
- L'estel misteriós
- L'orella escapçada (1a part)
- L'orella escapçada (2a part)
- El ceptre d'Ottokar (1a part)
- El ceptre d'Ottokar (2a part)
- Tintín al Tibet (1a part)
- Tintín al Tibet (2a part)
- Tintín i els "Pícaros" (1a part)
- Tintín i els "Pícaros" (2a part)
- Tintín al país de l'or negre (1a part)
- Tintín al país de l'or negre (2a part)
- Vol 714 a Sidney (1a part)
- Vol 714 a Sidney (2a part)

### Tercera temporada
- Stoc de coc (1a part)
- Stoc de coc (2a part)
- Les 7 boles de cristall (1a part)
- Les 7 boles de cristall (2a part)
- El temple del sol (1a part)
- El temple del sol (2a part)
- Les joies de la Castafiore (1a part)
- Les joies de la Castafiore (2a part)
- Objectiu: la Lluna (1a part)
- Objectiu: la Lluna (2a part)
- Hem caminat damunt la Lluna (1a part)
- Hem caminat damunt la Lluna (2a part)
- Tintín a Amèrica